# Vinkovec
Vinkovec – wieś w Chorwacji, w żupanii zagrzebskiej, w gminie Preseka. W 2011 roku liczyła 136 mieszkańców.